# Josee Hussaarts
Josee Hussaarts (Rotterdam, 1962) is een Nederlands theatermaker.

## Biografie

### Voor 2002
Hussaarts studeerde af aan de regieopleiding van de Theaterschool in Amsterdam in 1989 met de voorstelling Agatha van Marguerite Duras. Na haar opleiding maakte zij voorstellingen in opdracht van o.a. Frascati, Toneelschuur, NNT en F ACT. Vanaf 1991 richtte Hussaarts zich op de jeugd nadat ze op verzoek van artistiek leider Pauline Mol voor jeugdtheatergroep Artemis te 's-Hertogenbosch haar eerste voorstelling: Icarus, of de lucht is blauw en ook de zee! maakte.
Van 1992 tot en met 2000 werkte zij samen met schrijver Suzanne van Lohuizen in Stichting Hussaarts en van Lohuizen. In dezelfde periode schreef Hussaarts drie jeugdromans, de scenario's voor een animatieserie samen met Gerbrand Bakker en maakte Hussaarts deel uit van de adviescommissie voor muziek- en jeugdtheater van de provincie Noord-Holland.

### Kwatta
In 2002 werd Hussaarts aangesteld als artistiek directeur van het nieuwe jeugdtheatergezelschap Kwatta, gevestigd in theater Het Badhuis in Nijmegen. Zij ontwikkelde er humoristich en toegankelijk jeugdtheater met aandacht voor lastige thema's als zelfdoding, het verwerken van verlies en onverdraagzaamheid. Vanaf 2008 begon Hussaarts met het maken van muzikale familievoorstellingen in de grote zaal. Voor haar regies betrok ze, naast het gebruik van eigen teksten en bewerkingen, steeds vaker andere schrijvers. De samenwerking van Hussaarts met Jibbe Willems schrijver en Rogier Bosman muziek en compositie zou vanaf deze periode met regelmaat terugkeren.
Omstreeks 2019 werd publiek dat er conflicten speelden bij Kwatta. Nogal wat bestuursleden en medewerkers waren vertrokken. Ook Hussaarts trad enige tijd terug maar hervatte op verzoek van het bestuur haar werkzaamheden en startte met een vernieuwd team. Op Hussaarts werd eveneens kritiek geleverd. Ze kreeg de gelegenheid haar visie op de gebeurtenissen te geven en de beschuldigingen te weerleggen. In 2021 krijgt Kwatta geen rijkssubsidie, waarbij gewezen wordt op de bestuurlijke en financiële problemen van het toneelgezelschap. De Raad voor Cultuur is "positief over de artistieke kwaliteit van de producties" maar maakt zich zorgen over de "instabiele financiële situatie", mede ontstaan door "tekortschietend beleid en verkeerde prioriteitsstelling door voorgangers van het huidige bestuur en voorgangers van de huidige zakelijk leider"
In 2020 leidde de COVID-19-pandemie tot beperking van theatervoorstellingen. Geplande voorstellingen en internationale tournees werden als gevolg van de pandemie afgelast. Gedurende de lockdowns en de sluiting van de theaters in 2020 en 2021 maakte Hussaarts, als alternatief voor het fysieke theater, luistertheater en theater-tv en een internationale video/animatie productie waarin een van de personages van Jabber wereldwijd artiesten in hun (gedwongen) isolement bezoekt.
In 2021-2022 maakt Hussaarts de voorstellingen Blote Konten en Metamorfosen. In het voorjaar van 2023 herstart de theatergroep van Hussaarts de succesvolle voorstelling Mismuis met twaalf voorstellingen in Theater het Badhuis. Gelijktijdig verschijnt het jubileumboek '20 jaar Kwatta, veel KUNST en vliegwerk', ontworpen door de grafische vormgevers van Studio Another Day.

### Buiten Nederland
Al in 1991 en 2000 speelde men werk van Hussaarts in het buitenland, maar vanaf 2014 groeide de internationale waardering voor het haar werk. Mismuis (ManxMouse), Hou van die Hond (Love That Dog), Jabber (JabberBabble) werden wereldwijd uitgevoerd op festivals en tournees. Jibbe Willems ontving in 2019 de Gouden Krekel voor beste Podiumprestatie voor zijn tekst voor Jabber. Van 2017 t/m 2020 was Hussaarts bestuurslid van de IPAY organisatie uit Philladelphia  en maakte ze deel uit van de internationale selectiecommissie voor het jaarlijks door IPAY georganiseerde internationale festival.

## Stijl
Het werk van Hussaarts zoals dat bij Kwatta vorm heeft gekregen kenmerkt zich door het gebruik van verschillende disciplines, zoals animaties, mirakelspel, muziek en poppenspel. Sommige voorstellingen hebben een opera-achtige stijl waarbij fraaie decors, zang, klassieke muziek en zang worden gecombineerd. Tot de thematiek die de groep aan de orde stelt behoren ook zwaardere kwesties zoals de dood, religie, gebroken gezinnen en de vluchtelingenproblematiek. De voorstelling Jabber bijvoorbeeld gaat over  vogels van diverse pluimage  die samen een nest moeten bewonen. Via een gezongen soort jabbertalk communiceren ze met elkaar, een duidelijke verwijzing naar diversiteit en vluchtelingen.

## Producties
Na haar afstuderen in 1989 maakte Hussaarts meer dan tachtig (jeugd)theaterregies, theaterteksten en bewerkingen voor theater.
Voor Kwatta waren dit onder andere Familie van Nielie, (theater cyclus in 4 delen tekst: Simon Weeda, Jibbe Willems, Simon van der Geest, Josee Hussaarts), Jabber/JabberBabble (tekst Jibbe Willems), Mariken (tekst Jibbe Willems), Perenbomen bloeien wit (naar het boek van Gerbrand Bakker), Dissus, verdwaal mee in de Odyssee( naar het boek van  Simon van der Geest), Mismuis/ManxMouse (naar het boek van Paul Gallico),  Hou van die Hond/Love that Dog (naar het boek van Sharon Creech), Dierenpraat (naar het boek van Armando) , Nathans Kinderen ( tekst Ulrich Hub), Kijk…daar drijft een Pan! in de beeldentuin van het Kröller Müller Museum, De rode Prinses (naar het boek van Paul Biegel), Kwattamuseum of Mag ik jouw ogen even lenen? in het Valkhof museum in Nijmegen, Fabian of het Land dat niet bestond, Stemmen (tekst Frans Strijards), Vlieg en de verkikkerde Pad, Vreemde Vogels (tekst Lot Vekemans).
Bij Stichting Hussaarts en van Lohuizen maakte ze onder meer De Weg van de wagen van de dame die viel (tekst Josee Hussaarts), Wat is er aan de hand met Daniela Dunoz, Van drie oude mannetjes die niet dood wilden, Dossier Ronald Akkermans (teksten Suzanne van Lohuizen)

## Prijzen en nominaties
- Victor Award, internationale prijs beste voorstelling op IPAY 2014 voor MisMuis (ManxMouse)[14]
- Victor Award, internationale prijs first runner up beste voorstelling op IPAY 2015 voor Hou van die Hond (Love that dog)[15]
- Zilveren Krekel 2015 voor Dissus[16]
- Prijs van de Kritiek 2018 gedeeld met alle negen jeugdtheatergezelschappen opgenomen in de BasisInfrastructuur Jeugdpodiumkunsten.[17]

- Digitale Bibliotheek voor de Nederlandse Letteren: huss007
- Gemeinsame Normdatei: 124932711
- International Standard Name Identifier: 0000 0000 1840 4696
- Virtual International Authority File: 81144928711354440944
- WorldCat: E39PBJgMwvMgVdm4qT4xvFcMfq